# Vanföreanstalt

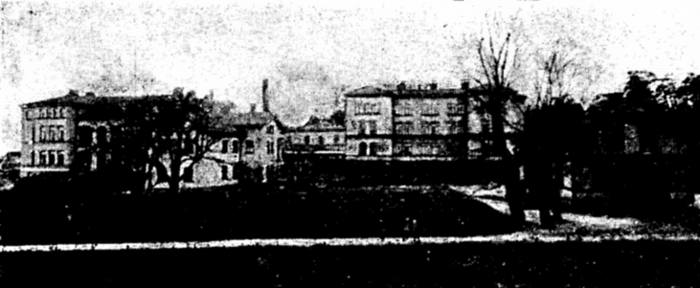
Vanföreanstalten Eugeniahemmet, 1907.

Vanföreanstalt var en institutionsvårdsform från slutet av 1800-talet fram till 1960-talet för vård av barn med svåra rörelsehinder. Institutionerna hade först ingen offentlig finansiering utan drevs genom välgörenhet. Verksamheten bestod i ortopedisk behandling och det förekom även yrkesskolor för barnen vid anstalterna. Hierarkierna var tydliga och auktoritära vari barnens integritet inte togs vida hänsyn till. En av de mest kända anstalterna var Eugeniahemmet i Stockholm.
Vanföreanstalterna och hur de intagna där behandlades resulterade i uppkomsten av ett flertal handikapporganisationer.